# Georg Jauer
Georg Jauer (25 de junho de 1896 - 5 de agosto de 1971) foi um oficial alemão que serviu no Deutsches Heer durante a Segunda Guerra Mundial. Foi condecorado com a Cruz de Cavaleiro da Cruz de Ferro com Folhas de Carvalho.

## Condecorações
| Nome                                                             | Data                    |
| ---------------------------------------------------------------- | ----------------------- |
| Cruz de Ferro (1939) 2ª Classe                                   |                         |
| Cruz de Ferro (1939) 1ª Classe                                   |                         |
| Distintivo de Feridos (1914) em Preto                            |                         |
| Cruz de Honra da Guerra Mundial 1914/1918                        |                         |
| Cruz de Ferro (1939) 2ª Classe                                   | 2 de julho de 1941      |
| Cruz de Ferro (1939) 1ª Classe                                   | 20 de julho de 1941     |
| Distintivo da infantaria de assalto                              |                         |
| Cruz Germânica em Ouro                                           | 19 de dezembro de 1941  |
| Cruz de Cavaleiro da Cruz de Ferro                               | 4 de maio de 1944       |
| Cruz de Cavaleiro da Cruz de Ferro com Folhas de Carvalho nº 733 | 10 de fevereiro de 1945 |
| Mencionado na Wehrmachtbericht                                   | 26 de julho de 1944     |